# Šport u 1928.
◄◄ | ◄ | 1925. | 1926. | 1927. | 1928.  | 1929. | 1930. | 1931. | ► | ►►
Arhitektura • Astronomija • Biologija • Film • Fotografija • Glazba • Kazalište • Kemija • Kiparstvo • Knjige • Književnost • Kršćanstvo • Meteorologija • Medicina • Planinarstvo • Politika • Pravo • Promet • Slikarstvo • Strip • Šport • Televizija • Znanost • Zrakoplovstvo • Željeznički promet
Šport u 1928.

## Svijet

### Natjecanja

#### Svjetska natjecanja
- Od 17. svibnja do 12. kolovoza – IX. Olimpijske igre – Amsterdam 1928.

### Osnivanja
- FC Sochaux-Montbéliard, francuski nogometni klub
- Real Valladolid, španjolski nogometni klub

## Hrvatska i u Hrvata

### Rođenja
- 31. listopada – Zlatko Mašek, hrvatski športski strijelac († 1993.)

## Vanjske poveznice
|  | Zajednički poslužitelj ima još gradiva o temi Šport u 1928. |